# Hiệp hội bóng đá Bắc Ireland
Hiệp hội bóng đá Bắc Ireland (tiếng Anh: Irish Football Association) là tổ chức quản lý, điều hành các hoạt động bóng đá ở Bắc Ireland. Hiệp hội quản lý đội tuyển bóng đá quốc gia nam và nữ, tổ chức các giải bóng đá như vô địch quốc gia và cúp quốc gia. Hiệp hội bóng đá Bắc Ireland gia nhập FIFA năm 1911 và UEFA năm 1954.